# Moraíto Chico

Moraíto Chico, artiestennaam van Manuel Moreno Junquera (Jerez de la Frontera, 13 september 1956 - Jerez de la Frontera, 10 augustus 2011) was een Spaanse flamencogitarist. Hij produceerde een aantal soloalbums en was de vaste begeleider van José Mercé.

## Biografie
Moraíto werd in 1956 geboren in een van de omvangrijke zigeunerfamilies die Jerez rijk is. Hij leerde het gitaarspel al luisterend en spelenderwijs van zijn vader Juan Morao en oom Manuel Morao, ooit vaste begeleider van de overleden Terremoto de Jerez. Moraíto Chico debuteerde als 10-jarige (1966) op het jaarlijks festival van Jerez waar hij opviel tussen veel bekende namen en hij de gitaar won die Manolo Sanlúcar beschikbaar had gesteld.
Al luisterend en doende tijdens de juerga's (feesten) in de corrales (patio's waar een aantal woningen op uit komen) leerde hij spelenderwijs de flamencostijl van zijn eigen familie, en die van de buren kennen. Luisterend naar de platen raakte hij vertrouwd met de stijlen van Melchor de Marchena, Habichuela, Sabícas. In de loop van zijn leven nam hij alles in zich op, veranderd en uitgebouwd tot zijn eigen kenmerkende stijl.
Zijn professionele debuut maakte hij met La Paquera de Jerez. Haar vaste begeleider Parrilla de Jerez, idool van Moraíto, was ziek en La Paquera zocht iemand die haar kon en wilde begeleiden op een tournee.
In 1984 ontving hij de Copa de Jerez, een prestigeprijs uitgereikt door de Cátedra de Flamencología. (Leerstoel voor de Flamencologie) Hij had ondertussen een hele carrière opgebouwd in Barcelona en de tablao's van Madrid.
Hij werkte voornamelijk als begeleider van de cantaores en was huisbegeleider van José Mercé.

## Discografie
- Morao y Oro; Auvidis (1992)
- Morao, Morao; Mercurio (1999)

## Moraíto Chico op YouTube
- Moraito Chico op YouTube